# 圣母圣殿 (洛桑)

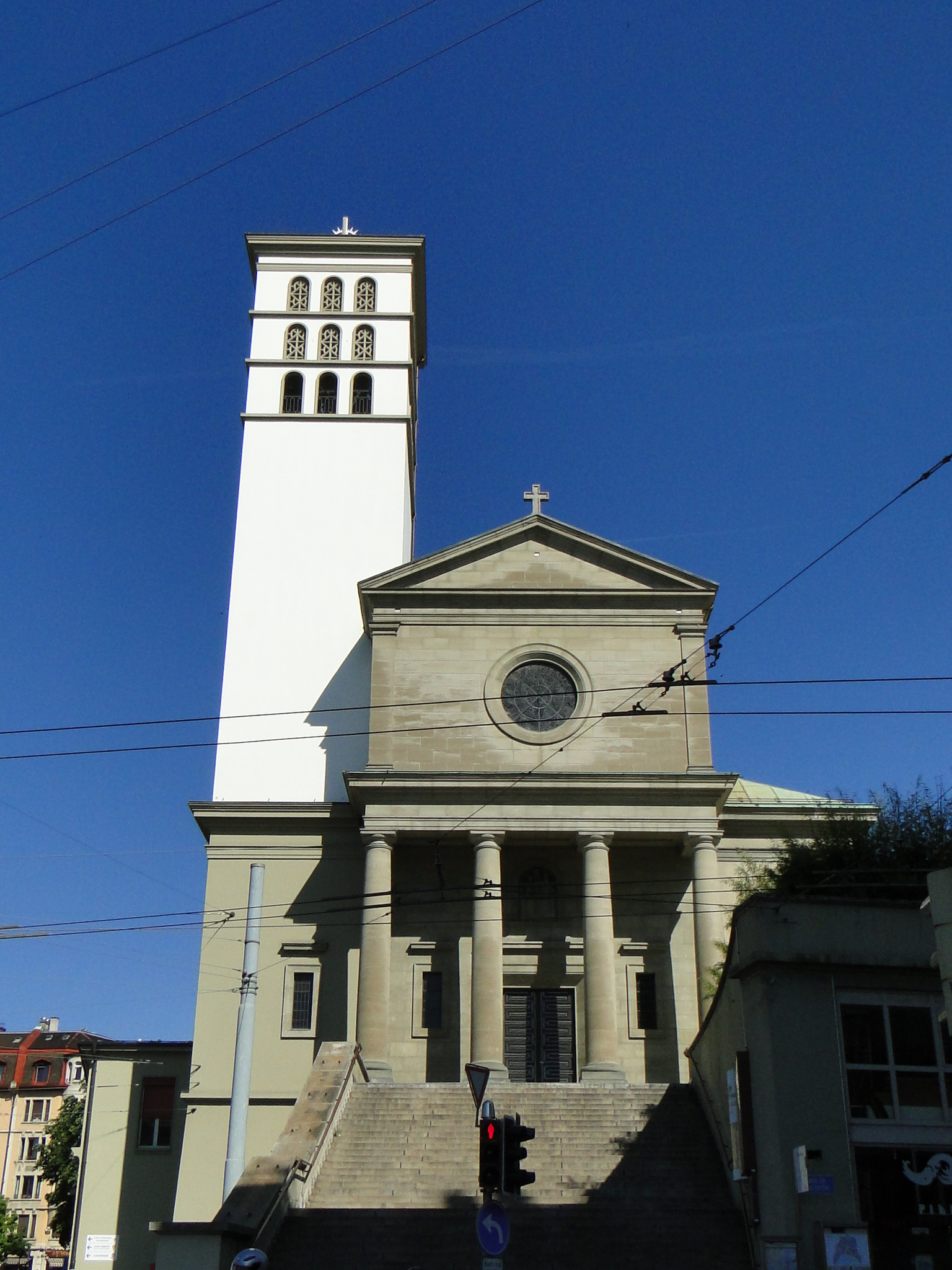

圣母圣殿（Basilique Notre-Dame du Valentin）是一座罗马天主教宗座圣殿，位于瑞士沃州洛桑,建于1832年8月9日-1835年5月31日，新古典主义风格，有38米高的钟楼。建筑师亨利·佩雷高（Henri Perregaux）。这是自1536年实行宗教改革以来，在沃州首府建造的第一座天主教堂。该堂于1992年7月7日升格为宗座圣殿，2003年列为历史古迹。 